# دومنیکو کلمبو
دومنیکو کلمبو (به انگلیسی: Dominic Columbus؛ جنوازی: Domenego Corombo؛ ۱ مارس ۱۴۱۸ – ۱۴۹۶) بافنده و بازرگان پشم، پدر کاشف و دریانورد ایتالیایی کریستف کلمب و بارتولومی کلمب بود.
دومنیکو در سال 1418 به دنیا آمد. او پسر جووانی کلمبو و آنجلا فونتانا بود. او سه برادر داشت که به آنها فراناسکینو، جاکومو و برتینو می گفتند.
پدرش او را در سن 11 سالگی در ماشین بافندگی شاگرد کرده بود. دومنیکو، استاد نسل سوم صنعت خود در جنوا، همچنین یک مغازه دار بود. موقعیت او در طبقه متوسط رو به پایین امن و قابل احترام بود، اما اخلاق کاری محکمی نداشت. او ارائه دهنده ضعیفی بود، اما عموماً در جامعه خود محبوب بود. در روحیه پر شور و مبتکر جنوا، او به عنوان پنیرساز، میخانه دار و فروشنده پشم و شراب کار می کرد. او با سوزانا فونتاناروسا ازدواج کرد. اولین زاده آنها کریستوفورو در سال 1451 بود. پسران دیگر جیووانی پلگرینو، بارتولومئو، جاکومو (که دیگو نیز نامیده می شود)، و دختر بیانچینتا پس از آن متولد شد هنگامی که او دچار مشکلات مالی شد، کریستوفر از نظر اقتصادی به او کمک کرد. دو تن از پسرانش - بارتولمیو و کریستوفر - با رها کردن ماشین بافندگی به دریا رفتند. عروس دومنیکو فیلیپا مونیز پرسترلو و نوه‌هایش دیگو کلمبوس و فردیناند کلمب بودند. او همچنین یک نوه به نام ماریا داشت.
1. ↑  "The Columbus Celebration, New York". Scientific American. 68 (17): 264–265. 1893-04-29. doi:10.1038/scientificamerican04291893-264. ISSN 0036-8733.